# ユーストア

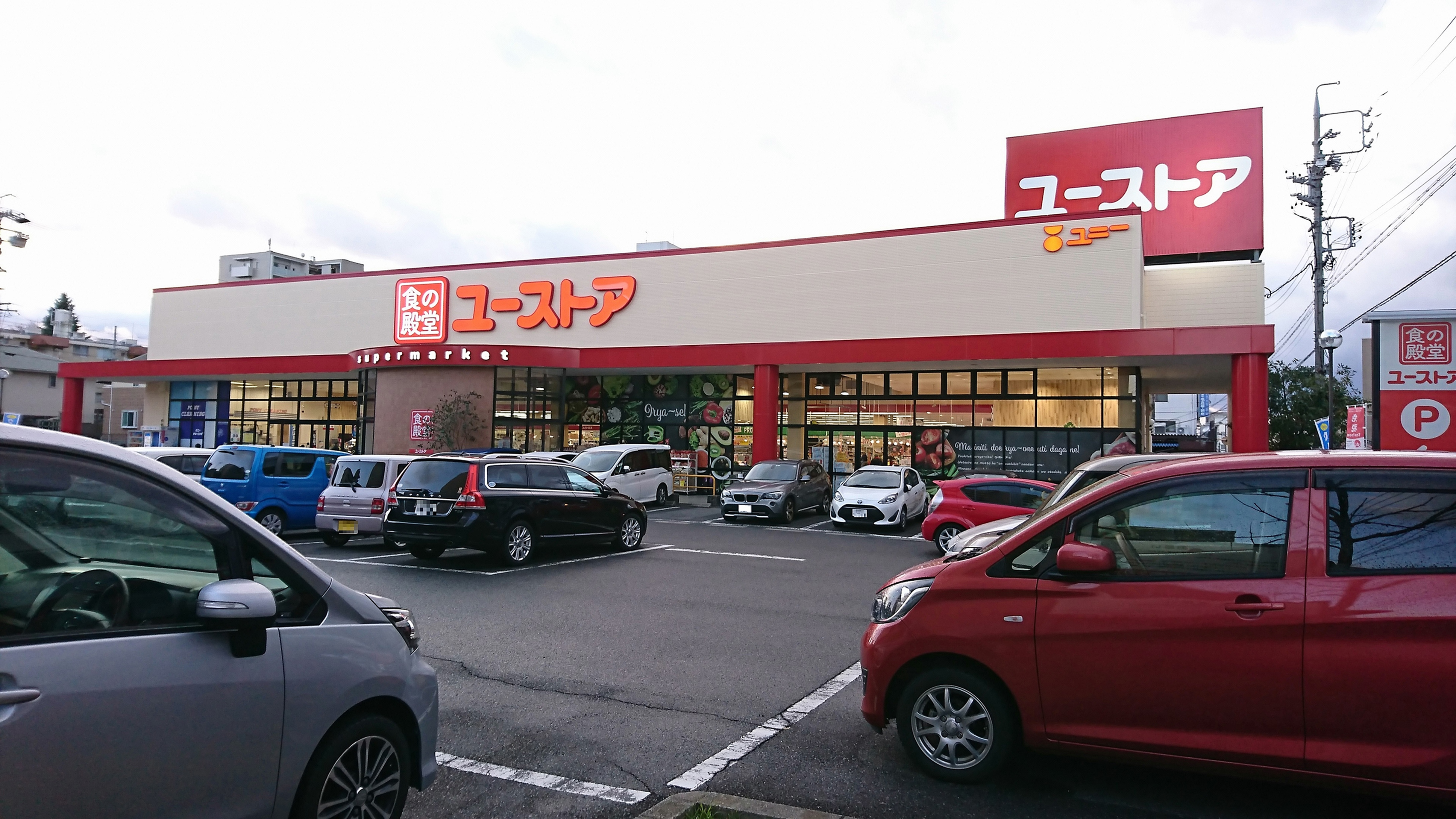
食の殿堂 ユーストア 萱場店（愛知県名古屋市千種区）

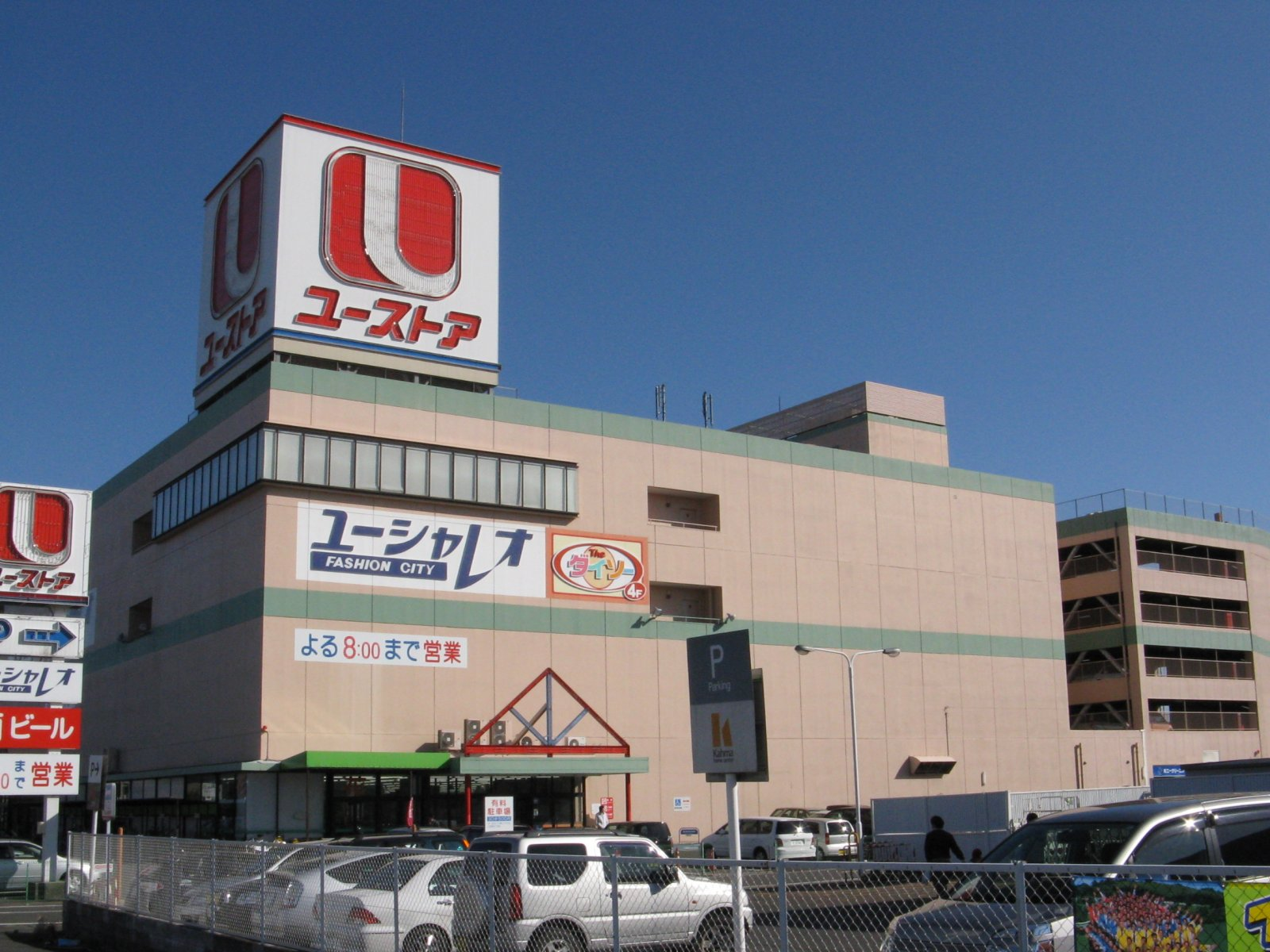
かつてのユーストア妙興寺店（2009年）
現・ピアゴパワー妙興寺店

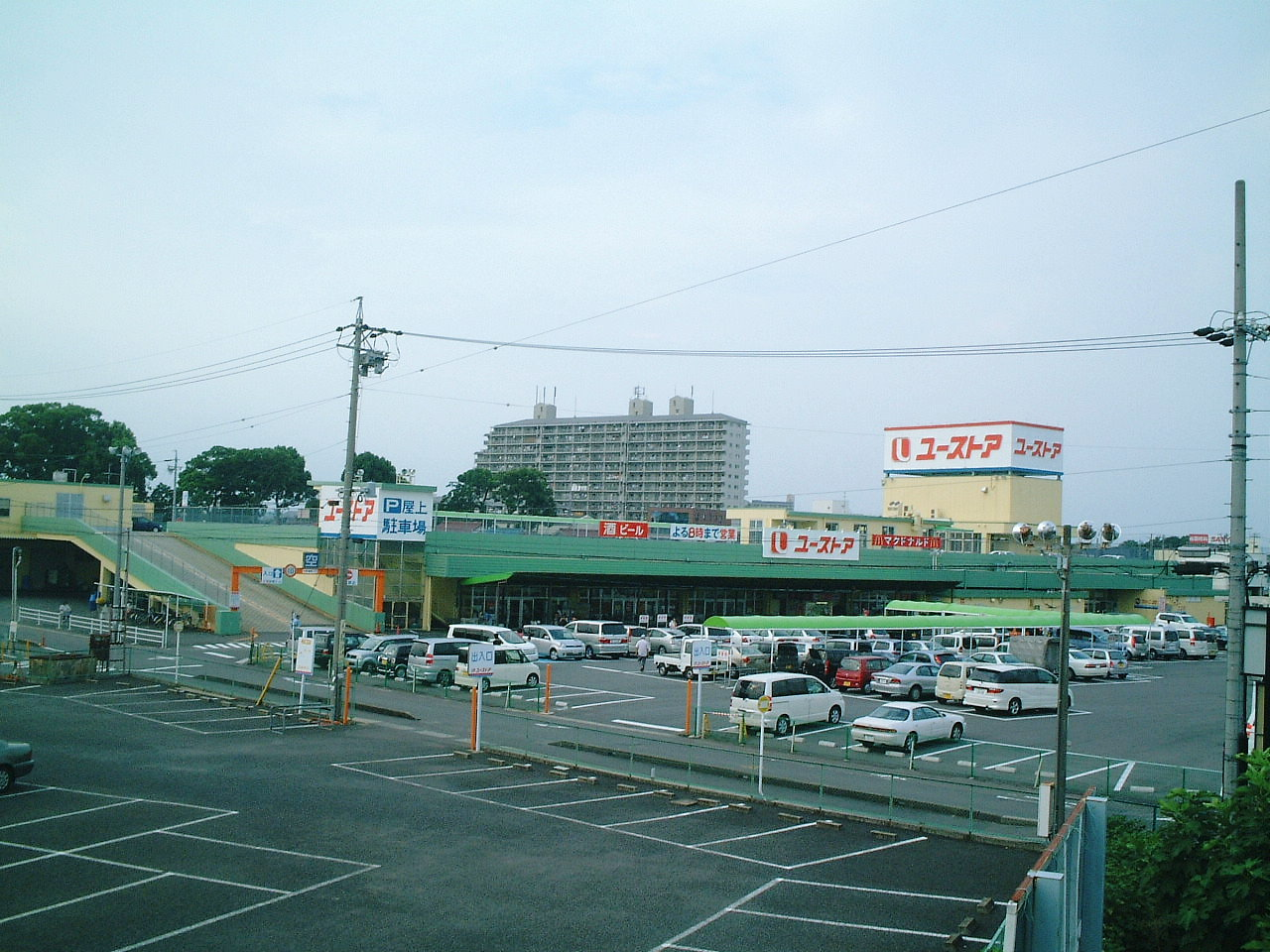
かつてのユーストア布袋店（2007年）
現・ピアゴ布袋店

ユーストア （U-STORE） はユニー株式会社が運営するスーパーマーケットブランド。
元々はユニーの子会社である同名の企業株式会社ユーストアがミニGMS（総合スーパー）業態として運営していたが、2008年（平成20年）8月にユニー本体へと吸収合併され、ブランドも翌2009年（平成21年）に一旦消滅。その後2020年（令和2年）12月に食品スーパー業態として復活した。
本項では
- かつての法人「株式会社ユーストア」については#株式会社ユーストアの節
- ミニGMSとしてかつて展開されていた「ユーストア」を#旧・ユーストアの節
- 食品スーパー業態として復活後の「食の殿堂ユーストア」、「ユーストア」の節を#ユーストアの復活の節

にてそれぞれ記載する。また、2009年（平成21年）以前のユーストアを「旧ユーストア」、2020年（令和2年）以降のユーストアを「食の殿堂ユーストア」および「ユーストア」として扱う。

## 株式会社ユーストア
株式会社ユーストアは、かつて旧ユーストアを運営していた企業である。2008年（平成20年）8月、ユニー株式会社（初代）に吸収合併され解散した。後述の通り、既存のユーストアの店舗は一度ユニー株式会社による運営となったのち、店舗ブランド転換により一度消滅している。
吸収合併時点では、1府5県に72店舗の出店があり（愛知県42、岐阜県5、三重県8、静岡県11、滋賀県5、京都府1）、初代ユニー株式会社運営時代の最終店舗数は、その後の滋賀県への新規出店により73店舗であった。
株式会社ユーストアの運営時代は、店舗を集中的に展開する「ドミナント」の形成を目指しており、ユニーグループの本拠地である愛知県名古屋市郊外から出店を始めた。
そのため、1993年（平成5年）11月19日に静岡県浜名郡新居町（現：湖西市）に新居店を出店して静岡県へ進出した際も、進出当初の1・2年の間に10店舗を開業することで一気に静岡県にドミナントの構築を目指そうとしていた。
なお、この静岡県への進出を足掛かりに首都圏への出店も目指していたが、実現せずに終わっている。

## 歴史

### 旧・ユーストア
旧ユーストアは、当初大規模小売店舗法への対応策として、ユニーが子会社として立ち上げた株式会社ユーストアによりミニGMSとして出店が始まった。のちに同社を吸収合併したユニー株式会社（初代）に運営が移管されたものの、間もなく店舗ブランドの転換により消滅した。
最盛期は、愛知県・岐阜県・三重県・静岡県・滋賀県・京都府の1府5県に店舗展開していた。

#### 設立から小売業屈指の優良企業へ
株式会社ユーストアは、低コストによる未開発地域への店舗開発を基本に郊外を主力ターゲットに店舗展開を行うことで、鮮度の良い商品を安く提供する経営方針でスーパーマーケットを展開した企業である。
そのため、既成の市街地や商店街といった不動産価格の高い地域に出店するのではなく、人通りが少なくても地価は安くて広い敷地を確保できる郊外の田園地帯などで、近隣から自動車で来店しやすい道路状況になっている地区に広めの駐車場を併設した店舗を出店する戦略を採った。
なお、この広めの駐車場を持つ平屋建ての店舗を郊外に多数展開する戦略は、1972年（昭和47年）にアメリカで見学したKマートが急速に店舗を伸ばしていたことに着目したところから生まれたもので、同社が当時展開していた出店形式を元にしている。
この形式での店舗として、同社設立前にユニー本体がユーマート大樹寺店（のちのユニー大樹寺店）を開店しており、実際に営業する実験を行った後に会社を立ち上げる形となった。
また、1974年（昭和49年）から施行になった大規模小売店舗法への対応策として誕生した側面を持つため、布袋店（売場面積1,453m2）や蟹江店（売場面積1,467m2）のように設立当初は規制対象の売場面積約1,500m2を下回る規模での出店を行っていた。
しかし、1982年（昭和57年）以降は売場面積500～1,500m2の店舗も規制対象となったことから、法律の規制を避けて出店するという目的には、あまり役立たない形となった。
そうした目論見違いが一部あったものの、会社設立から1993年（平成5年）5月まで約17年間社長を務めた家田美智雄は、低コスト路線を徹底することで高収益企業へと成長させたとされている。
そして、設立初年度から家田の社長在任中は毎年して増収を記録し続けた。
（この連続増収記録は2005年（平成17年）2月期決算まで28期続いた。）
また、この間には店舗の閉鎖も行わず、出店した全店舗を営業し続けていた。
その結果、1990年代初めごろには「大手総合スーパー系列の食品スーパーとしては唯一の成功例」と評されるところまで成長して業界の注目を集め、イトーヨーカ堂やしまむらなどと共に日本の小売業界を代表する優良企業と呼ばれるようになった。
こうした低コストを実現するため、年間売上高が約500億円で店舗数が19店に達していた1987年（昭和62年）10月時点でも本部はわずか16名で運営し、生鮮食料品が多く必然性が低いとして販売時点管理システム（POS）の導入も家田の社長時代には行われなかった。
その一方で、鮮度の良い商品を安く提供することを目指すため、「定休日前に売り尽くしをすることで、冷凍ケースなどの清掃を行い、休み明けの木曜日から鮮度の良い商品の販売を行う」との考えのもと、当時の定休日であった水曜日の前日に「火曜特売」を実施するようになったのも当時社長だった家田美智雄の発想であったとされている。
この火曜特売は、のちにユニーグループ全体で行われるようになった。
こうした低経費・高効率の経営体質を作り上げたことから、家田美智雄はユーストアの社長を退任する頃までには“怪物”の異名をとるほどの名物経営者として知られるようになった。

#### 家田の退任から吸収合併・商号消滅へ
家田美智雄の退任後の後任の経営陣も低経費・高効率の経営路線は維持するとしたものの、1995年（平成7年）10月に全店には販売時点管理システム（POS）を導入するなど一部で経営戦略が転換された。
その一方で、2002年（平成14年）2月期には自家発電装置を店舗に導入するといった新たなコスト削減策も取られるようになった。
しかし、競争が激化したことから、2005年（平成17年）には初の店舗閉鎖に踏み切るといった方向転換も図られた。
そして、2005年（平成17年）2月期決算まで28期続いた連続増収記録は、2006年（平成18年）2月期決算で途切れ、同年度は創業以来初の最終赤字転落となった。
その後、少し持ち直して2007年（平成19年）2月期決算は2期ぶりの増収で4期ぶりの経常増益となったものの、当期損益では約2.2億円の損失と赤字が続いた。
2008年（平成20年）2月期中間決算は競合がさらに激化し、前年割れ店舗が64店舗と大幅に増えたことなどに伴い、減損会計処理を行って中間純利益は37.79億円の損失となった。
結局2008年（平成20年）2月期決算は、競争が激化した影響で既存店売上高が約3.5%減で全店でも売上高が約2.2%減と落ち込み、発注見直しなどの軽削減やユニーグループのPB商品の拡充による粗利益率の改善などにもかかわらず、減損損失を約71.22億円を計上したことが影響して当期純利益は約31.97億円の損失と3期連続の赤字で、最後の年間決算を終えることになった。
なお、本社についてはグループの機能集約に伴って、2002年（平成14年）6月にユニー本社と同じ場所に移転している。
2008年（平成20年）4月10日に同年8月21日にユニーと合併すると発表した。
2008年（平成20年）8月21日、株式会社ユーストアは予定通りユニーに吸収合併されて企業名としては消滅し、組織・店舗運営はユニー内で再編したユーストア営業本部が継承することになった。
合併時点では店舗ブランドの「ユーストア」は存続しており、合併後の2008年（平成20年）11月21日にフォレオ大津一里山内にユーストア一里山店を出店している。この店舗ではユーストアのロゴマークをローマ字の黄色のものへと変更した
その後、ユニー・ユーストア・ラ フーズコア・アピタ食品館の店舗ブランドを統合し、翌年2月21日から、店舗ブランドを「ピアゴ」とすることにより、店名としてもユーストアが消滅することになった。
なお、精華台店のみは「アピタ」に転換しており、変更時期も他店よりも少し遅れる形となった。

### ユーストアの復活
2020年（令和2年）11月24日、ユニーは「ピアゴ　ラ　フーズドラッグ萱場店」を全面改装し、ディスカウント型食料品専門量販店「食の殿堂ユーストア萱場店」としてリニューアルオープンすることを発表。同年12月4日にリニューアルオープンした。
これによって、前述の2009年（平成21年）6月にブランドを廃止して以来、約11年ぶりに「ユーストア」ブランドが復活した。
以降の「ユーストア」はPPIHグループの個店主義思想に沿い、食料品以外の商品を置かず、生鮮食料品（青果・鮮魚・精肉・惣菜）一般食品をディスカウント価格で提供する食品スーパーブランドとなっている。
店舗ブランドが復活した2020年（令和2年）以降、「食の殿堂ユーストア」としての単独店舗は愛知県と石川県にそれぞれ1店舗を展開している。この他、インショップ型店舗として、既存のユニー店舗（アピタ・ピアゴなど）内にも展開している。
2025年6月には、既存のユニー店舗から業態転換する形で、かつてのロゴを再使用した「ユーストア」が復活した。

## 沿革
旧ユーストア
- 1977年（昭和52年）
  - 6月2日 - 会社設立[6]。設立時の本社は愛知県名古屋市中村区。
  - 10月 - 愛知県海部郡蟹江町に1号店、蟹江店（現：ピアゴ蟹江店）を出店する[13]。
- 1979年（昭和54年）1月 - 三重県桑名市に星川店を出店し、三重県に進出。
- 1981年（昭和56年）
  - 10月 - 翌年1月にかけて、商品部門と本社機能を愛知県海部郡佐織町（現：愛西市）の勝幡店向かいの建物（旧：中部貿易梱包ビル）に順次移転。
  - 11月13日 - 岐阜県本巣郡穂積町（現：瑞穂市）に穂積店を出店し[13]岐阜県へ進出。
- 1986年（昭和61年）12月 - 星川店、建て替え。ユーストアとしては初の建て替えとなった（現：MEGAドン・キホーテUNY星川店）。
- 1988年（昭和63年）
  - 5月 - 本店登記を中村区から佐織町に移転。
  - 6月 - 静岡県への進出・出店調査・準備のため浜松市上島（現：浜松市中央区）に東部開発室を設置。
  - 9月 - 関東地区への進出を目指し、出店調査・準備をするため東松山市若松町に関東事務所を設置。
- 1989年（平成元年）
  - 1月 - 久保田店、店舗建て替え（現：ピアゴ久保田店）。
  - 12月 - 名古屋証券取引所第二部に上場する。
- 1990年（平成2年）
  - 7月 - 東部開発室を静岡開発室に名称変更し、静岡市南安倍（現：静岡市駿河区）に移転。
  - 11月 - インストアブランドの「ユーシャレオ」開始。非食品フロアで使用。
- 1991年（平成3年）6月 - 上和田店、店舗建て替え（現：ピアゴ上和田店）。
- 1992年（平成4年）3月 - フラワーショップ「ユーフラワー」の営業を開始。
- 1993年（平成5年）
  - 6月 - 関東事務所を閉鎖[注 5]。
  - 11月19日 - 静岡県浜名郡新居町（現：湖西市）に新居店を出店し、静岡県へ進出[9]。
- 1995年（平成7年）
  - 2月 - 静岡開発室を東部開発室に再度名称変更し、袋井市新池に移転。
  - 5月 - 滋賀県へ進出、出店調査・準備のため栗太郡栗東町（現：栗東市）に西部開発室第三部を設置。
  - 11月 - 布袋店、店舗建て替え（現：ピアゴ布袋店）。売場面積1,453m2 → 4,333m2。
- 1997年（平成9年）12月 - 勝幡店、店舗建て替え（現：MEGAドン・キホーテUNY勝幡店）。売場面積1,439m2 → 5,072m2。
- 1999年（平成11年）12月 - 東京証券取引所第二部に上場する[5]。
- 2000年（平成12年）3月 - 滋賀県甲賀郡水口町（現：甲賀市）に水口店を出店し[34]、滋賀県へ進出。
- 2002年（平成14年）6月 - 本社を海部郡佐織町から稲沢市のユニー本社内に移転[27]。
- 2003年（平成15年）3月 - 食品部門の青果部より緑花（ユーフラワー）を部門として独立。
- 2005年（平成17年）11月3日 - 京都府相楽郡精華町のユータウンけいはんなに精華台店（現：MEGAドン・キホーテUNY精華台店）を出店し、京都府へ進出[35][36]。
- 2008年（平成20年）
  - 4月 - 親会社であるユニー株式会社と合併契約を締結。
  - 8月21日[28] - ユニーに吸収合併される[29]。
  - 11月21日 - ユニーとの合併後初の新規店舗として、滋賀県大津市の商業施設フォレオ大津一里山内にユーストア一里山店(現ピアゴ一里山店)を出店[30]。また、この店舗ではユーストアのロゴマークをローマ字の黄色のものへと変更した。
- 2009年（平成21年）
  - 2月21日 - 1店舗を除き、店舗ブランドを「ピアゴ」に改称[31]。
  - 6月19日 - ユーストア精華台店をアピタ精華台店に改装、および改称。ユーストアブランド消滅[注 6]。
- 2011年（平成23年）9月23日 - ユーストア1号店だったピアゴ蟹江店が建て替えを行う。

ユーストアの復活
- 2020年（令和2年）12月4日 - 愛知県名古屋市千種区にあるピアゴ ラ フーズドラッグ萱場店を改装の上、食の殿堂ユーストア萱場店に転換。ユーストアのブランドが復活。
- 2021年（令和3年）6月30日 - 石川県金沢市にあるピアゴ金沢ベイ店を改装の上、食の殿堂ユーストア金沢ベイ店に転換、石川県に進出。
- 2025年（令和7年）6月20日 - 愛知県阿久比町にあるピアゴ阿久比北店を改装、旧ユーストアのロゴを再び使用したユーストア阿久比北店に転換。

## 店舗

### 食の殿堂ユーストア・ユーストアの店舗
現行店舗の詳細については、ユニー公式サイト「店舗一覧」を参照。

### 旧ユーストアの店舗
2009年に一度ブランドが消滅する前の最終店舗数は東海地方を中心として73店舗展開されていた。

### 過去に存在した株式会社ユーストア運営の店舗

#### 愛知県
- 浦里店（名古屋市緑区、1982年（昭和57年）11月26日開店 - 2005年（平成17年）5月10日閉店）
  - 創業以来28年目で初の閉店。平屋建ての食品主体スーパー。跡地は建て替えて、2006年（平成18年）4月29日にコジマNEW鳴海店（現：コジマ×ビックカメラ鳴海店）となる。

- 牛巻店（名古屋市瑞穂区、2002年（平成14年）3月1日開店 - 2005年（平成17年）5月22日閉店）
  - 3年余りで閉店する。平屋建て。店舗面積819m2。建物はそのまま改装され、2005年（平成17年）8月4日にスギ薬局牛巻店（現：スギドラッグ牛巻店）となる。

- 十一屋店（名古屋市港区十一屋1-16-1[37]、2000年（平成12年）11月23日開店[37] - 2008年（平成20年）2月19日閉店）
  - 鉄骨造2階建て（一部3階建て）の建物に、総売場面積約4,860m2（直営売場面積約3,100m2）で、駐車台数250台の店舗だった[37]。
  - 建物はそのまま改装され、2008年（平成20年）4月24日にバイク部品用品店 ・バイクワールド名古屋店となる。店舗はユニーから賃借していた。のちに同店は店舗を縮小。縮小した部分には、2013年（平成25年）3月21日に業務スーパー名古屋みなと店やダイソーが入居したが、2019年（令和元年）11月に全店が撤退。建物を解体し、現在はCPD（センターポイント・ディペロップメント）名古屋みなと物流センター。

#### 岐阜県
- 岐南店（羽島郡岐南町、1987年（昭和62年）5月29日開店 - 2006年（平成18年）1月10日閉店）
  - サンメイト岐南の核店舗。平屋建て。跡地は建て替えて、2007年（平成19年）10月7日にマックスバリュ岐南店となる。

- 安八店（安八郡安八町、2000年（平成12年）2月25日開店 - 2008年（平成20年）3月[38]20日閉店）
  - 2階建て。建物はそのまま改装され、2009年（平成21年）3月12日にホームプラザナフコ安八店となっていたが、2011年（平成23年）8月21日閉店。翌年6月より建物の解体工事が行われ、その後は更地となっていた。トライアルカンパニーが2014年（平成26年）秋をめどに新規出店をすると報じられ[38]、同年5月下旬より建設を始め[39]、同年10月8日に開店。

#### 静岡県
- 新居店（浜名郡新居町中之郷字あけぼの4040[9]、1993年（平成5年）11月19日開店[9] - 2006年（平成18年）2月14日閉店）
  - 現在、建物はそのまま改装され、2006年（平成18年）5月にクックマート浜名湖西店となる。店舗はユニーから賃借している。

### 出店を断念した店舗
- 高富店（岐阜県山県郡高富町・現：山県市、1990年（平成2年））
- 滝の水店（名古屋市緑区大形山、1996年（平成8年））

### 過去に使用していた店舗ブランド
- しんせん - 食品スーパー業態として発足したが、1店舗のみの使用に留まった。結局ユーストアに統一されており、当該店舗は1991年（平成3年）頃にユーストア赤池店へ改称。その後ピアゴ ラフーズコア赤池店へと転換。

### 過去に使用していたインストアブランド
- ユーシャレオ（衣料総合）

### 合併直後に引継がれたインストアブランド
合併後、ユニー内で再編したユーストア営業本部が継承したが、のちに同本部の統廃合に伴い消滅している。
- パレット → のちのベルファーニス（ヤングレディースカジュアル）
- レッドウッド → のちのアーバンウッド（メンズカジュアル）
- パンデコマ（ベーカリー）
- ユーフラワー（生花）

### 合併直前に店舗等で使われた主なキャラクター
株式会社ユーストアのコマーシャルやレジ袋などには、以下のキャラクターが登場していた。
- ゆーこママ

パーマをかけている大柄な女性。
- ゆーすけパパ

メガネをかけている男性。
- ゆーくん

小柄な男の子。
- ゆーちゃん

ツインテールに吊りスカートを履いた女の子。

### 統一ブランド化に伴う店舗名変更
- ユーストア阿久比店 → ピアゴ阿久比北店→ユーストア阿久比北店（2025年6月） - アピタ阿久比店との類似。ユーストアへの変更は食の殿堂ユーストアの導入後だが、それとしてではない。
- ユーストア碧南店 → ピアゴ碧南東店 - ピアゴ碧南店（旧：ユニー碧南店、現：ドン・キホーテUNY碧南店）との類似
- ユーストア長久手店 → ピアゴ長久手南店（現：ピアゴパワー長久手南店） - アピタ長久手店との類似[注 7]